# Circuit de Nevers Magny-Cours
Der Circuit de Nevers Magny-Cours ist eine Motorsport-Rennstrecke auf dem Gebiet der Gemeinden Magny-Cours und Saint-Parize-le-Châtel (Frankreich), knapp 15 Kilometer südlich von Nevers im Département Nièvre im westlichen Teil Burgunds. Er wurde 1961 als Circuit Jean Behra eröffnet und 1989 in Circuit de Nevers Magny-Cours umbenannt. Auf ihm finden regelmäßig Auto- und Motorradwettbewerbe etwa der Formel 1, der Tourenwagen-WM und der Superbike-WM statt. Auf der 350 Hektar großen Gesamtanlage befinden sich neben der aktuell rund 4,4 km langen GP-Strecke ein 2,53 km langer „Club“-Kurs, eine 1,1 km lange Kart-Piste und ein Offroad-Gelände.

## Geschichte

### Anfang

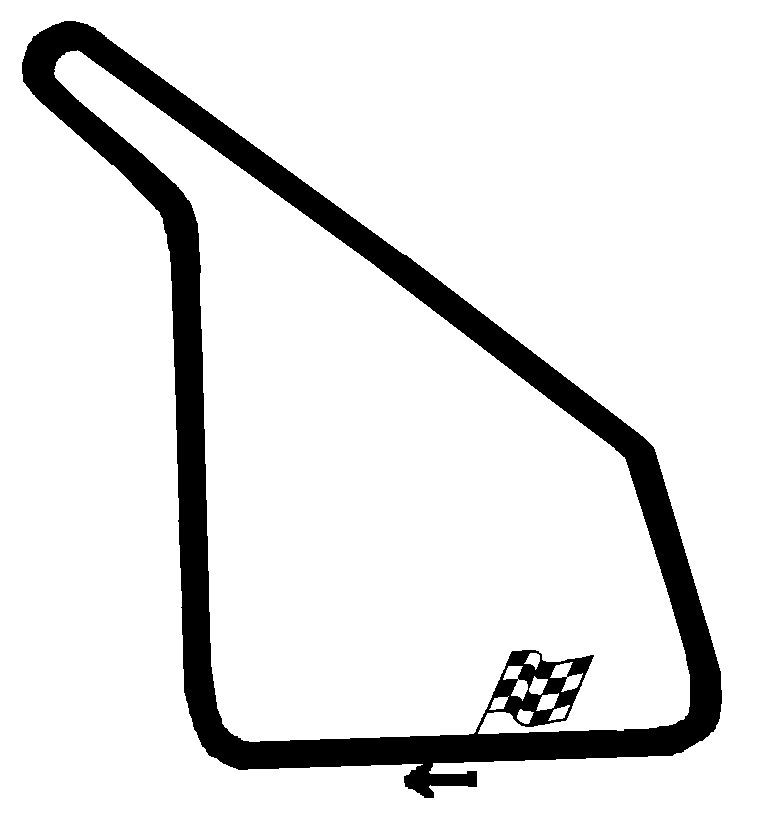
1961: Die rund 2 km lange erste Version des Circuit Jean Behra

Ab 1917 – während der letzten Phase des Ersten Weltkriegs – und noch kurze Zeit danach war auf dem Gelände der heutigen Rennstrecke ein von den US-Streitkräften betriebenes Lazarett mit über 17.000 Betten. Zeitweise lebten und arbeiteten hier bis zu 42.000 Menschen; mehr als Nevers und die Region um Magny-Cours damals an regulären Einwohnern hatten. Ab 1959 ließ dort der Besitzer des inzwischen landwirtschaftlich genutzten Geländes, Jean Bernigaud, aus privaten Mitteln neben seinem Bauernhof nahe der Route nationale 7 eine 510 Meter lange Kart-Piste anlegen, die am 7. August 1960 offiziell eröffnet wurde. Bürokratische Hürden waren dabei nicht zu überwinden; Bernigaud war gleichzeitig Bürgermeister der Gemeinde Magny-Cours. Bereits im September 1960 begannen die Arbeiten für die erste Version einer im Uhrzeigersinn zu fahrenden Test- und Clubstrecke mit knapp zwei Kilometern Länge und rund sieben Metern Fahrbahnbreite. Als postume Ehrung für den 1959 tödlich verunglückten, legendären französischen Rennfahrer wurde die am 30. April 1961 eröffnete Strecke Circuit Jean Behra genannt. Sie war im Wesentlichen ein Dreieckkurs mit Start und Ziel auf der heute so nicht mehr vorhandenen abfallenden Geraden zwischen den Kurven Chateau d’eau (dem höchsten Punkt der Strecke) und Lycée. Bestandteil dieser ersten Anlage waren auch Teile der Streckenführung der aktuellen Start- und Zielgeraden, der Grande Courbe und der Geraden vor der Imola-Schikane bzw. Chateau d’eau.

### Erste Rennen auf dem Circuit Jean Behra
Am 28. Mai 1961 wurde die Strecke mit dem 1. Grand Prix de Magny-Cours offiziell eingeweiht; einem internationalen Lauf der Formel Junior, die zwischen 1960 und 1963 die Formel 2 ersetzte. Sieger des 50-km-Rennens mit rund 10.000 zahlenden Zuschauern wurde der auch in der Formel 1 fahrende Südafrikaner Anthony Maggs auf einem Cooper T56-BMC mit 1,5-Liter-Saugmotor. Am 11. Juni fand das erste Motorradrennen vor rund 5000 Zuschauern statt. 1963 eröffnete Jean Bernigaud an der Strecke eine Rennfahrerschule, die später als Winfield Racing Schools bekannt wurde und weitere Niederlassungen an anderen Strecken hatte. In Magny-Cours ließen sich unter anderem die späteren französischen Formel-1-Fahrer François Cevert, Patrick Depailler, Jean-Pierre Jarier und Jacques Laffite ausbilden. Ab 1964 gastierte als größtes Motorsportereignis des Kurses nicht die wieder eingeführte Formel 2, sondern nur noch die Formel 3 einmal jährlich in Magny-Cours – allerdings mit internationaler Beteiligung. Die Rundenzeiten lagen dabei deutlich unter einer Minute; Patrick Depailler fuhr auf der nun neun Meter breiten Fahrbahn mit einem Alpine A330-Renault/Mignotet beim Formel-3-Rennen 1969 mit 49,6 Sekunden den ewigen Rundenrekord für das erste Strecken-Layout.

### Der erste tödliche Unfall
Am 1. Mai 1966 gab es bei einem dieser Formel-3-Rennen den ersten von bisher drei Todesfällen in Magny-Cours: Der aus Frankreich stammende und mit belgischer Lizenz fahrende 23-jährige Jacques Bernusset kam beim 2. Lauf mit seinem Cooper T76-Ford in dem heute Grande Courbe genannten schnellen Linksknick von der Fahrbahn ab, überschlug sich und prallte gegen einen Baum. Bernusset starb, eingeklemmt in seinem Wagen, noch am Unfallort. Bereits im ersten Lauf hatte er mit Getriebeproblemen aufgeben müssen, wollte aber trotz fehlender Chancen auf eine Platzierung noch einmal starten.

### Der erste Umbau
1971 wurde die Rennstrecke erstmals erweitert; der auf 3,848 Kilometer verlängerte Verlauf entsprach schon in Grundzügen der Gestaltung vor dem jüngsten Umbau 2003. So kam die Estoril-Kurve hinzu, daran anschließend die mit knapp 900 Meter längste Gerade des Kurses (die heute Golf genannt wird) bis hin zur Adelaide-Kurve (die erheblich weiter war als die spätere Haarnadelkurve) und eine neue Gegengerade bis zu einer engen Kehre, die einfach nur 180 Grad genannt wurde und wieder auf den alten Kurs führte. Durch kurze Verbindungspassagen konnten zwei Streckenteile unabhängig voneinander genutzt werden. Auch der verlängerte und am 1. Mai 1971 eingeweihte Kurs hatte jedoch mit dem 1970 eröffneten Circuit Paul Ricard harte Konkurrenz im eigenen Land. An eine Ausrichtung von Formel-1-Rennen war vorerst in Magny-Cours nicht zu denken. Neben Paul Ricard waren in den 1970er und 1980er Jahren stattdessen noch der Circuit de Charade bei Clermont-Ferrand und der – wie Magny-Cours in Burgund gelegene – Circuit de Dijon-Prenois bei Dijon Austragungsorte des Großen Preises von Frankreich.

### Finanzprobleme
Die anfangs relativ zurückhaltende Unterstützung durch die Behörden und die mangelnde Finanzkraft von Rennstreckenbesitzer Jean Bernigaud erwiesen sich als schlechte Voraussetzungen, um in diesem Konkurrenzkampf mithalten zu können. Vor allem die Infrastruktur der Strecke war lange Zeit mangelhaft, notwendige Gebäude wie etwa Boxenanlagen fehlten noch Mitte der 1960er Jahre völlig und wurden später nur ansatzweise ergänzt. Gleichzeitig stiegen aber die Anforderungen des immer professioneller betriebenen Rennsports und der Streckensicherheit rasant an und wären nur durch ständige, hohe Investitionen zu erfüllen gewesen. Auch die neu gebaute Anlage war deshalb noch nicht zeitgemäß.
Bernigaud musste aus diesen Gründen einige Enttäuschungen hinnehmen und starb im Dezember 1971, nur wenige Monate nach Eröffnung der neuen Strecke. Der lokale Motorsportclub ASA Nivernais übernahm den Kurs; Bernigauds Witwe Jacqueline versuchte dort als Beraterin die Arbeit ihres Mannes fortzuführen.

### Das Ende des Circuit Jean Behra
Große internationale Motorsport-Ereignisse waren in Magny-Cours anfangs unter anderem aus den oben genannten Gründen (siehe auch „Infrastruktur“) selten und so blieben auch die Besucherzahlen und Einnahmen hinter den Erwartungen zurück. Die Formel 2 kam erstmals am 4. Mai 1975 nach Magny-Cours. Dieses nicht zur europäischen Meisterschaft zählende Premierenrennen gewann Jean-Pierre Jabouille. Die schnellste Rennrunde fuhr Jacques Laffite mit 1:20,2 Minuten. Außerdem war die europäische Formel-3-Meisterschaft ab 1978 bis zu ihrem Ende 1984 einmal pro Jahr zu Gast in Magny-Cours. Bis dahin war der Streckenzustand allerdings wegen immer noch unzureichender Investitionen immer schlechter geworden. In den folgenden drei Jahren gab es dort deshalb keine internationale Veranstaltung mehr. Der ASA Nivernais zog sich 1987 als Streckenbetreiber zurück und so fanden am 11. November 1987 die letzten Rennen auf dem Circuit Jean Behra statt.

## Politische Förderung

Die Lage des Départements Nièvre in Frankreich

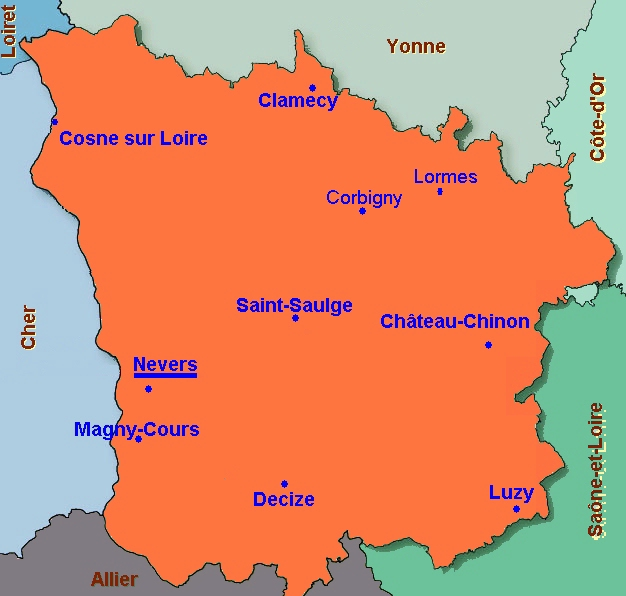
Die Lage von Magny-Cours im Département Nièvre

Seit den 1970er Jahren wurde die Entwicklung der Strecke von François Mitterrand gefördert. Er war zwischen 1959 und 1962 Senator des Wahlkreises Nièvre, zwischen 1959 und 1981 Bürgermeister der nahegelegenen Gemeinde Château-Chinon und außerdem ab 1964 Präsident des Generalrats dieses Départements, das als wirtschaftlich schwaches, an Sehenswürdigkeiten armes und vorwiegend von Agrarnutzung geprägtes „Niemandsland“ inmitten von Frankreich galt. Hier hätte mit Hilfe des Motorsports gegengesteuert werden können, allerdings geschah dies erst mit einigen Jahren Verzögerung. Eine Rolle spielte dabei wohl auch, dass die Exekutive in den französischen Départements bis zum Dezentralisierungs-Gesetz 1982 bei von der Zentralregierung in Paris entsandten Präfekten lag und nicht beim Generalrat. 1965 hatte sich Rennstreckenbesitzer Jean Bernigaud schon an Mitterrand gewandt, um die Anlage mit Hilfe einer finanziellen Partnerschaft erweitern zu können. Dieses Ansinnen wurde aber vom Generalrat umgehend abgelehnt, sodass Bernigaud Renovierungs- und Erweiterungsinvestitionen allein tragen musste und sie deshalb auch in kleinerem Rahmen als geplant durchführte. So wurden erst 1967 ein Kontrollturm und ein Gebäude für die Winfield-Rennfahrerschule errichtet und 1969 fünf Boxen mit einer Boxengasse gebaut. Immerhin waren die Behörden bei den nötigen Genehmigungen schnell und entgegenkommend.
1986, 15 Jahre nach Bernigauds Tod, beschloss der – nun nicht mehr von Paris abhängige – Generalrat dann doch noch ein umfassendes Engagement in Magny-Cours, das 1988 in die Tat umgesetzt wurde: Der Besitz der Anlage ging mit Einsatz von Steuergeldern komplett in die öffentliche Hand über. Hilfreich war dabei auch der stetige politische Aufstieg von Mitterrand, der 1981 zum ersten sozialistischen Staatspräsidenten der französischen Nachkriegszeit gewählt worden war. In dieser bis 1995 dauernden Amtszeit setzte er sich für die Finanzierung der Um- und Ausbauten in Magny-Cours ein und nutzte seinen Einfluss, um ab 1991 die Formel 1 nach Magny-Cours zu holen. Zur Seite stand ihm dabei seit den 1970er Jahren Pierre Bérégovoy, der zuerst Mitterrands Wahlkampfhelfer war und später neben seinem Amt als Bürgermeister von Nevers verschiedene Ministerposten in der französischen Regierung innehatte. Zuletzt war er – bis wenige Wochen vor seinem gewaltsamen Tod 1993 – Premierminister unter Mitterrands Präsidentschaft.

## Der Neuanfang

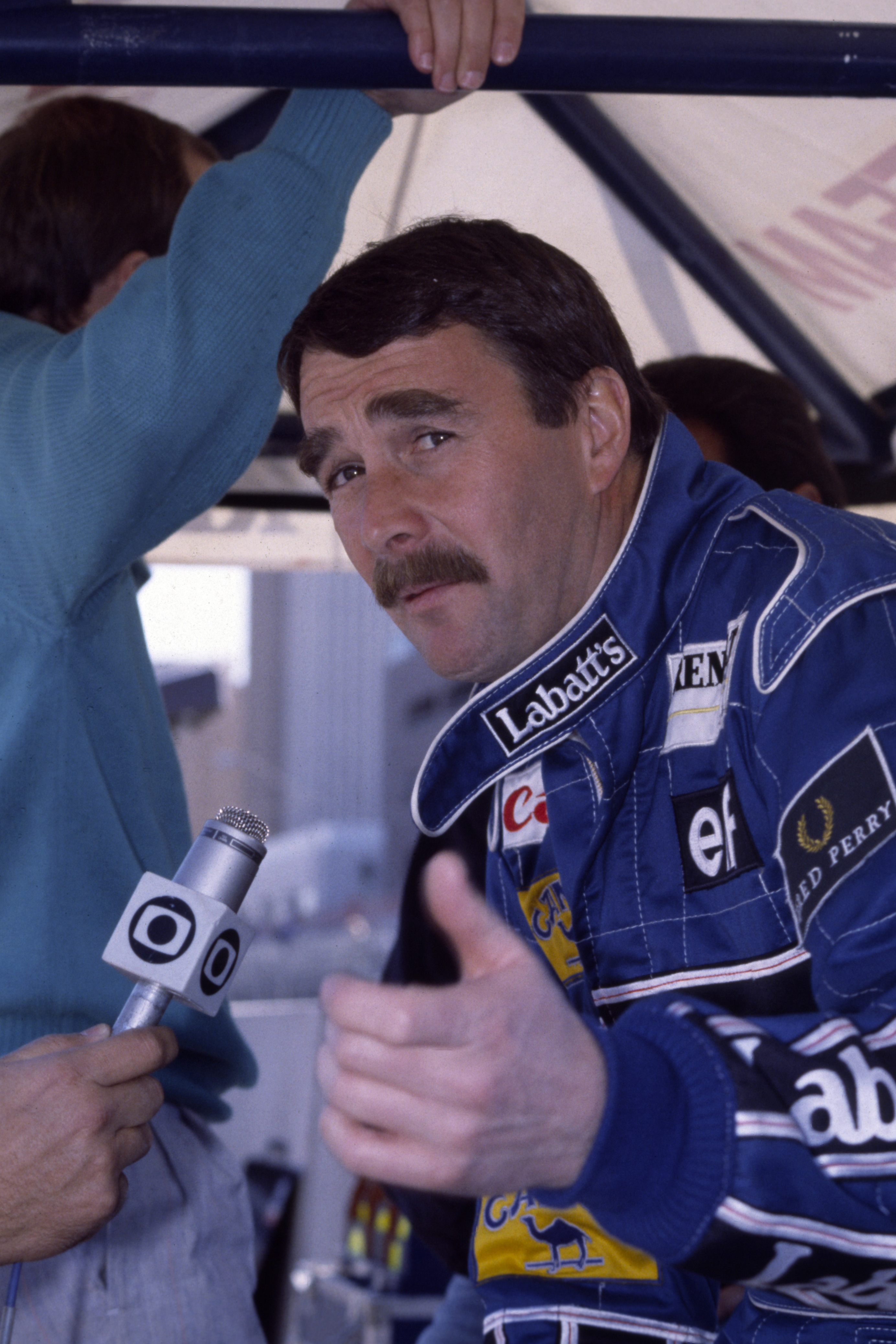
Nigel Mansell, der Sieger der Formel-Rennen in Magny-Cours 1991 und 1992

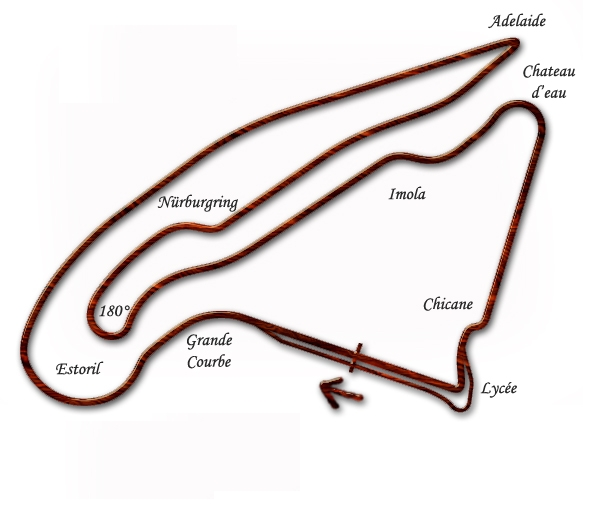
Der Streckenverlauf ab 1992 (ohne Schikane nach Adelaide)

1988 ließ der Generalrat die gesamte Anlage mit Blick auf künftige Formel-1-Rennen umfassend renovieren und erweitern. Als Designberater fungierten dabei unter anderem die französischen Formel-1-Fahrer Jacques Laffite und René Arnoux. Zwar wurde der grundsätzliche Streckenverlauf beibehalten, der Start- und Zielbereich jedoch auf die Gerade zwischen Lycée und Grande Courbe verlegt, eine spektakuläre abfallende Schikane vor der Zielkurve gebaut und eine weitere nach der Adelaide-Haarnadel. Die Strecke war nun 4,271 km lang. Außerdem wurden alle 15 Kurven modifiziert, die Fahrbahn verbreitert, der gesamte Belag erneuert und die Tribünen sowie die Auslaufzonen erweitert. Die alten Boxenanlagen wurden abgerissen. An der neuen Ziellinie wurde ein Gebäude errichtet, das nun die Boxen, den Kontrollturm und die Räume der Renn- und Streckenleitung umfasste. Im Unterschied zu den meisten anderen Kursen sind die Boxenstraße und -anlagen seither nicht mehr im Innenbereich, sondern außerhalb der Streckenführung. Das hinter dem Hauptgebäude liegende Fahrerlager wurde auf 40.000 m² vergrößert und erhielt unter anderem eine Tankstelle für handelsübliches Benzin und FIA-konformen Renntreibstoff. Im Umfeld entstanden ein Motorsport-Museum, ein 18-Loch-Golfplatz und ein Industriepark namens Technopôle, der vor allem Rennsportbetriebe anziehen sollte. Dazu wurden potentielle Investoren mit weitreichenden Steuersubventionen und bürokratischen Erleichterungen geködert. Als einer der ersten Betriebe zog der Ligier-Rennstall auf das Gelände, später folgten unter anderem die Entwicklungsabteilungen von Oreca und Mygale.

### Das Formel-1-Debüt der Strecke

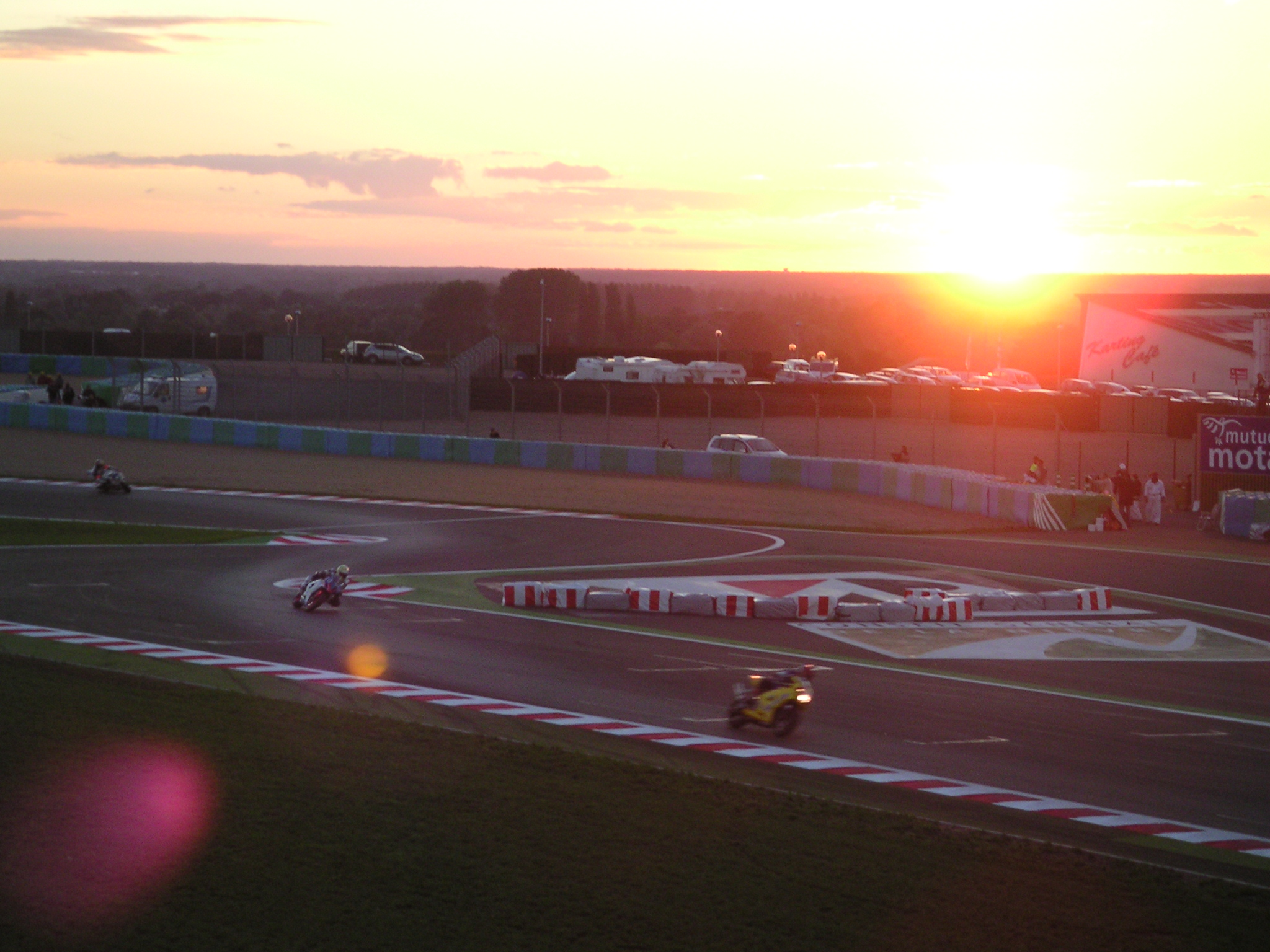
Bol-d’Or-Rennen 2005 in der neuen Sektion kurz vor der Ziellinie

Am 29. April 1989 wurde der Circuit de Nevers Magny-Cours offiziell eröffnet, das erste Formel-1-Rennen zum Großen Preis von Frankreich fand allerdings erst am 7. Juli 1991 vor über 100.000 Zuschauern statt. Der weitgehend ebene Streckenverlauf mit relativ wenig Grip schien vor allem dem britischen Fahrer Nigel Mansell entgegenzukommen, der mit seinem Williams FW14 sowohl das Premierenrennen als auch den Lauf im folgenden Jahr für sich entscheiden konnte. Bis zum Rennen 1992 war die Strecke allerdings erneut modifiziert worden: Die erst beim Umbau neu hinzugekommene Schikane nach Adelaide wurde wieder entfernt und der Verlauf begradigt. Die Länge des Kurses reduzierte sich dadurch auf 4,250 km. Hier gelang 1992 Nigel Mansell auch der bis zum Grand Prix 2001 bestehende offizielle Rennrundenrekord von 1:17,070 Minuten.
Ab 1992 gastierte die Formel 3000 als Formel-1-Nachwuchsschmiede bis 2004 insgesamt elfmal in Magny-Cours. 1993 übertrug der Generalrat von Nièvre die Verantwortung für das wirtschaftliche Betreiben der Strecke und der Weiterentwicklung der Gesamtanlage an die Association Circuit Nevers Magny-Cours (ACNMC). Um die sportlichen Belange kümmert sich seitdem die Association Sportive Automobile Nevers Magny-Cours (ASANMC). 1994 wurde neben dem Anfahrtsweg zur GP-Strecke eine 1,1 km lange Kart-Strecke gebaut, die täglich geöffnet ist und damit auch außerhalb der Großveranstaltungen Gäste auf die Anlage bringt.

### Weitere Todesfälle
Am 15. Oktober 1995 gab es den zweiten tödlichen Unfall auf der GP-Strecke: Der 19-jährige Brasilianer Marco Campos verunglückte beim letzten Formel-3000-Rennen der Saison mit seinem Lola T95/50. Sein Wagen überschlug sich in der letzten Runde nach einer Kollision mit Thomas Biagi und rutschte mit dem Cockpit nach unten gegen eine Streckenmauer. Dabei erlitt Campos schwerste Kopf- und Rückenverletzungen, fiel ins Koma und starb am folgenden Tag in einem Pariser Krankenhaus.
Seit dem Jahr 2000 findet jährlich der Motorrad-Langstreckenklassiker Bol d’Or in Magny-Cours statt. Am 13. September 2001 stürzte der ehemalige Schweizer Meister der 250-cm³-Motorradklasse, Herbert Graf, beim Training zu diesem Rennen mit seiner Suzuki GSX-R 1000 in der Estoril-Kurve. Dabei erlitt der 39-Jährige so schwere Verletzungen, dass er in der folgenden Nacht in einer Spezialklinik in Dijon starb.

### Die „Club-Piste“
Um der Gesamtanlage neue Kundenkreise aus Industrie und Hobby-Motorsport zu erschließen, die nicht die hohen Mietpreise der GP-Strecke (je nach benötigter Infrastruktur rund 15.000 Euro pro Tag bei Clubveranstaltungen) zahlen wollen, wurde im Jahr 2000 in unmittelbarer Nähe zur GP-Strecke die „Club-Piste“ gebaut. Sie ist bis zu 2,53 Kilometer lang (darunter eine 700 Meter lange Gerade) und 10 Meter breit, verfügt über eine eigene Boxenanlage, Konferenz- und Gastronomieräume und wird vor allem für Tests, Produktvorstellungen, Fahrtrainings und Vereinstreffen genutzt. Für Rennveranstaltungen ist der Kurs trotz elektronischer Zeitnahmemöglichkeit nicht geeignet und freigegeben. Die Tagesmiete für die „Club-Piste“ beträgt bei vergleichbarem Verwendungszweck etwa die Hälfte derjenigen der aktuellen GP-Strecke.

### Der Umbau 2002

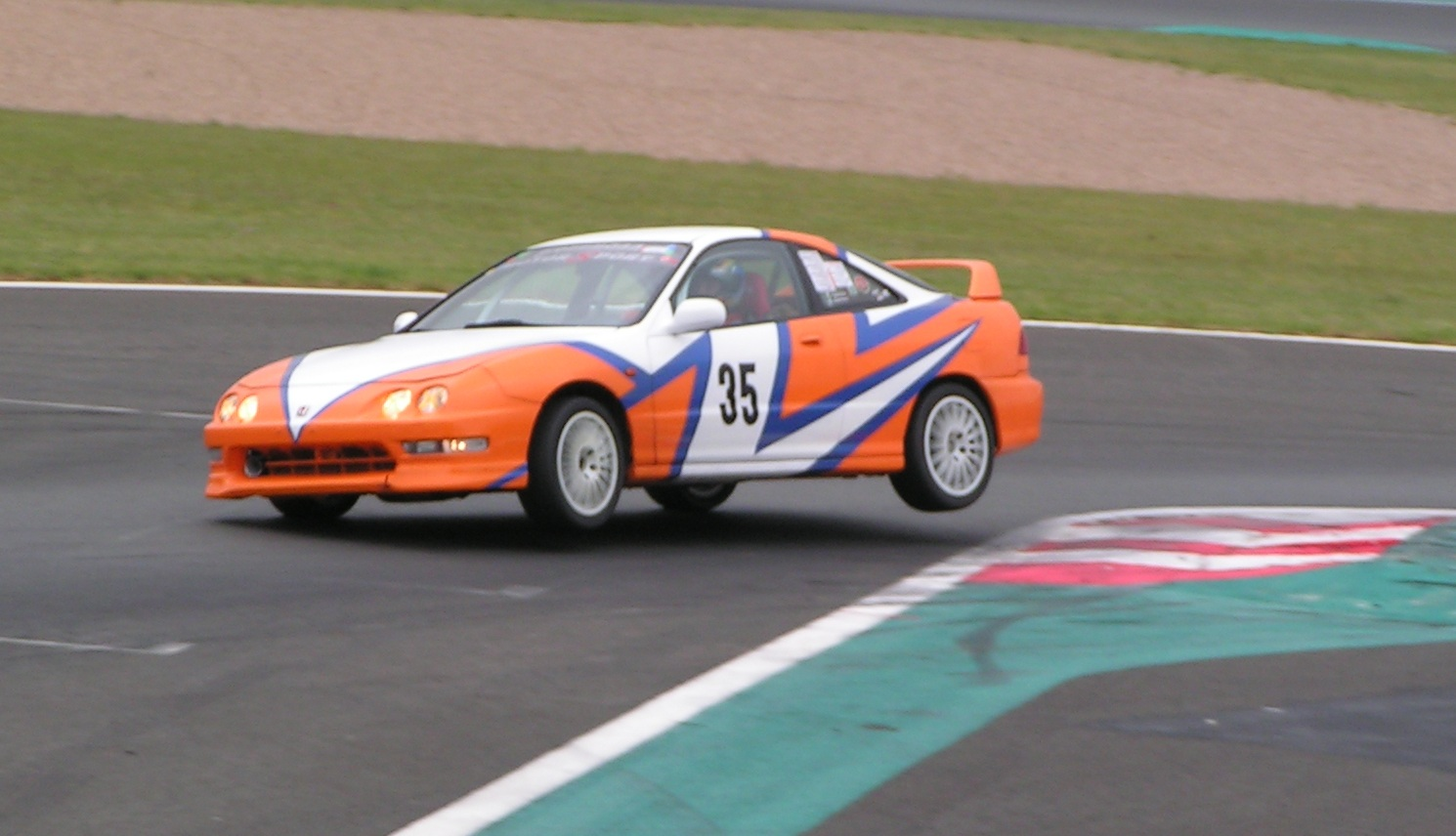
Die neugestaltete Zielschikane der Rennstrecke von Nevers Magny-Cours

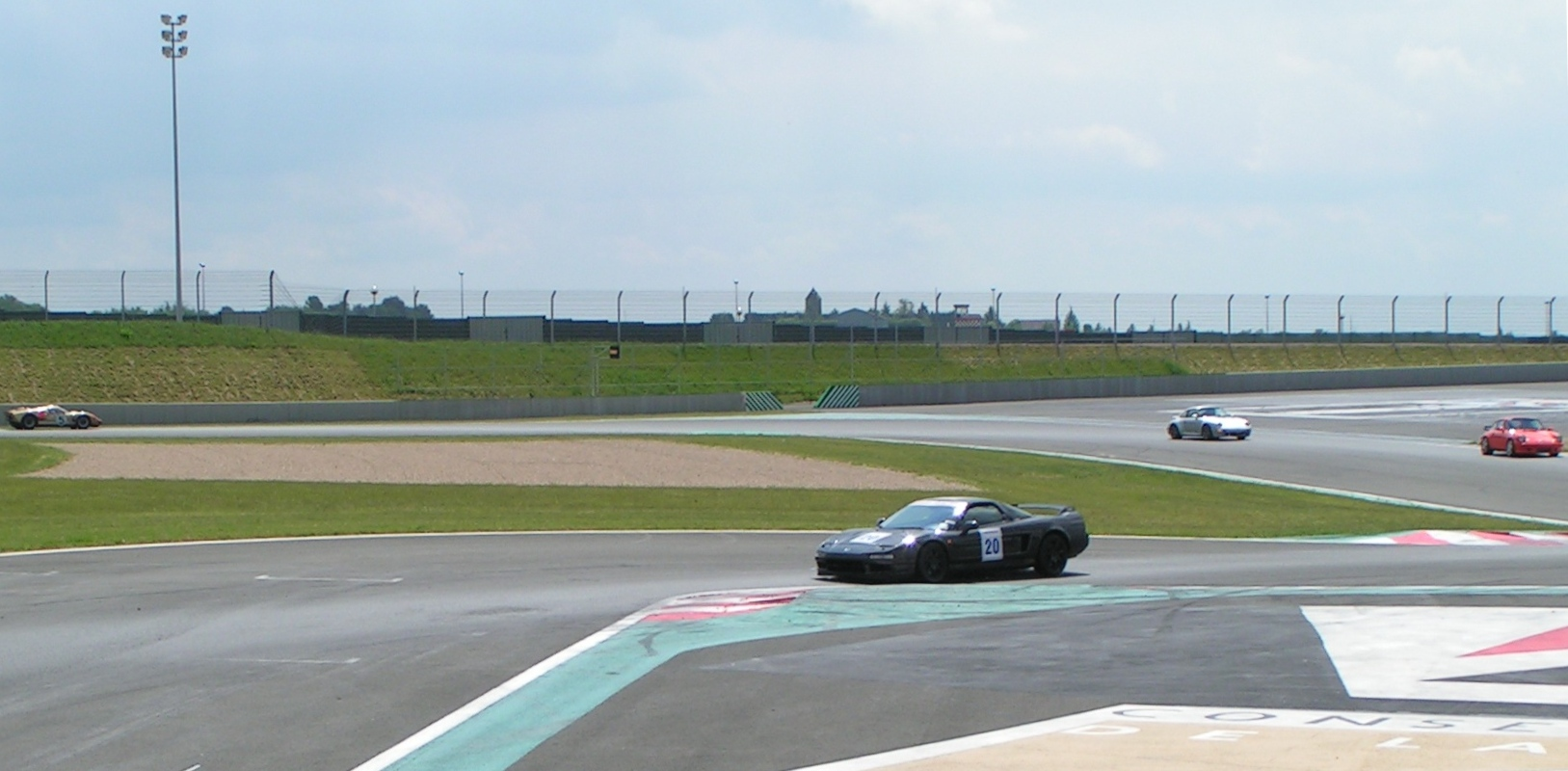
Der neue Complexe du Lycée vor dem Ziel mit großen Auslaufzonen

Vor allem der letzte Abschnitt des bis 2002 gefahrenen Kurses mit der Schikane vor der engen Zielkurve erwies sich als unfallträchtig, weil die Strecke im Bereich der Anbremszone und in der Schikane selbst stark abfiel und die Fahrzeuge noch dazu beim Überfahren der hohen Curbs schnell abhoben und unkontrollierbar wurden. Da sofort nach der Schikane eine scharfe Rechtskurve direkt vor der Boxenmauer folgte, fehlte eine angemessene Auslaufzone. Deshalb wurde ab Herbst 2002 erneut umgebaut. Im letzten Streckendrittel wurde die Chateau d’eau-Kurve etwas weiter nach außen verlegt und der Radius verkleinert, die darauf folgende Gerade wurde leicht nach links versetzt und verlängert. Sie endet nun in einem neuen Streckenteil mit der Bezeichnung Complexe du Lycée vor Start und Ziel, der durch eine scharfe Rechtskurve mit sehr großer Auslaufzone eine risikoarme Gelegenheit für Überholversuche bietet. Im Zusammenhang mit diesen Umbauten wurden die meisten Kies-Auslaufzonen durch Asphalt ersetzt und die Ein- und Ausfahrten der Boxengasse verlegt. Zuvor mündete die Ausfahrt direkt im letzten Teil der Grande Courbe, wo es häufig zu Berührungen oder Beinahe-Kollisionen zwischen den relativ langsamen ausfahrenden Wagen und den mit hohem Tempo auf der Strecke herannahenden Fahrzeugen gekommen war. Die Ausfahrt wurde aus diesem Grund – baulich von der eigentlichen Fahrbahn getrennt – verlängert und endet nun erst am Beginn der Estoril-Rechtskurve. Der Tempo-limitierte Teil der Boxengasse an den aktuell 48 Garagenplätzen ist jetzt allerdings kürzer als vorher; damit kosten Boxenstopps insgesamt weniger Zeit. Dadurch gelang Michael Schumacher 2004 der erste mit einer 4-Stopp-Strategie geplante Formel-1-Sieg in der Geschichte dieser Rennserie.

## Streckencharakteristik

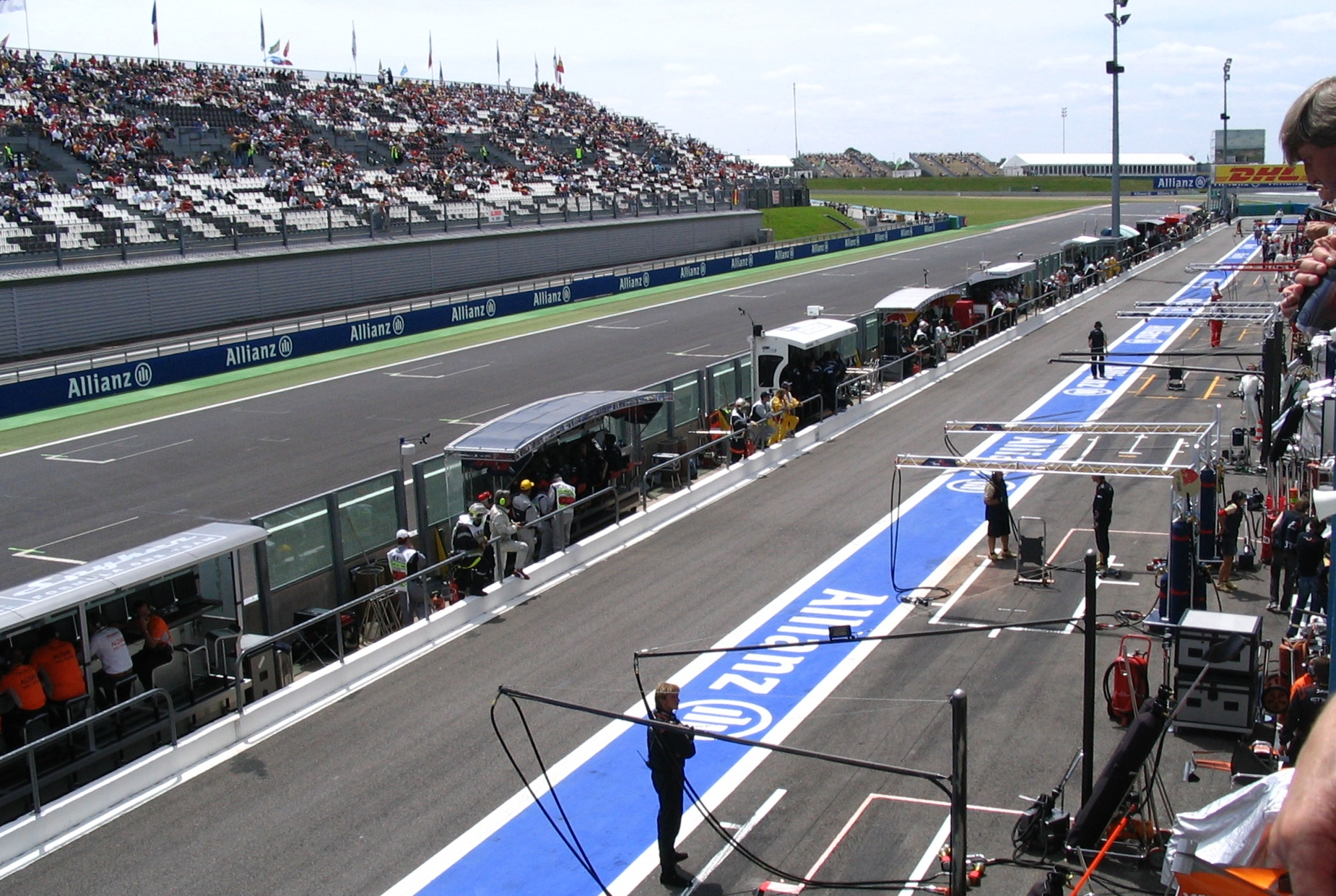
Boxengasse und Zielgerade beim Formel-1-Training 2007.

Die aktuelle Länge des Kurses beträgt 4,411 km, er besteht aus neun Rechts- und acht Linkskurven und ist zwischen 10,4 und 18 Meter breit. Nach den jüngsten Umbauten zählt der Circuit Nevers Magny-Cours zu den modernsten und sichersten Rennstrecken weltweit. Er wird oft auch als Retortenstrecke bezeichnet. Einige Abschnitte wurden nach dem Muster anderer Rennstrecken angelegt und daher auch nach ihnen benannt: Die Adelaide-Haarnadelkurve, die langgezogene Estoril-Rechtskurve vor der Geraden, die Nürburgring-Schikane oder die Imola-Schikane vor Chateau d’eau. Diese Kurve liegt am höchsten Punkt der Strecke und hat ihren Namen von einem wenige hundert Meter entfernten Wasserturm, der auch heute noch die Gemeinden Magny-Cours und Saint-Parize-le-Châtel versorgt. Die Fahrbahn von Magny-Cours ist sehr eben. Deshalb kann mit harten Federungseinstellungen und minimaler Bodenfreiheit gefahren werden, was den Anpressdruck durch den Bodeneffekt vergrößert und somit die möglichen Kurvengeschwindigkeiten erhöht. Das Einstellen der aerodynamischen Hilfen ist auf dieser Strecke schwierig, weil es sowohl sehr schnelle als auch sehr langsame Kurven und eine relativ lange Gerade gibt. Bei zu viel Abtrieb würde man hier die Höchstgeschwindigkeit stark reduzieren. Der Streckenbelag ist äußerst temperaturempfindlich, sodass ein Fahrzeugsetup häufig geändert werden muss. Bei Sonneneinstrahlung heizt sich der Belag durch die dunkle Oberfläche schnell auf. Bei Regen wird die Fahrbahn sehr rutschig, weil das Wasser wegen der relativ ebenen Strecke nur schlecht ablaufen kann. Die Fahrzeuge neigen dann vermehrt zum Untersteuern, dem Schieben über die Vorderräder, oder dem Aufschwimmen durch Aquaplaning (Wasserglätte). Die Ideallinie liegt deshalb bei nasser Fahrbahn in einigen Kurven abseits der bei Trockenheit üblichen Linie, etwa in der 180 Grad-Kurve, wo sich das Wasser an der Innenseite nahe der Curbs am Scheitelpunkt sammelt und die deshalb bei Nässe in einem weiteren Bogen durchfahren wird. Während einer Runde muss ein Formel-1-Fahrer bis zu 37-mal den Getriebegang wechseln und Querbeschleunigungen von bis zu 4,2 g (das 4,2fache der Erdbeschleunigung) aushalten, der Motor wird zu rund 65 % der Zeit im Volllastbereich bewegt und verbraucht etwa 2,8 kg Treibstoff pro Runde.

## Schlüsselstellen

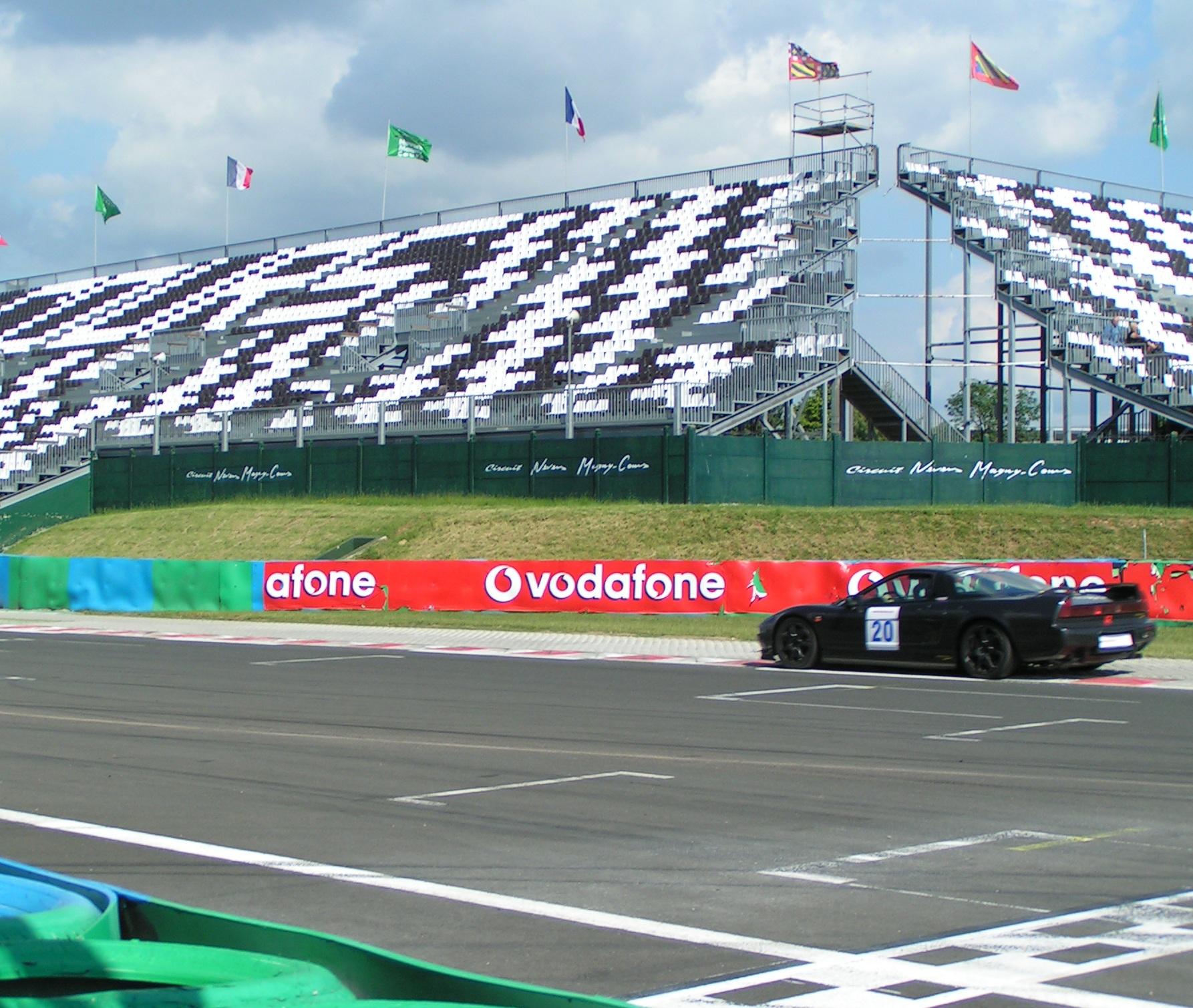
Ziellinie des neuen Kurses mit Haupttribüne gegenüber der Boxengasse

Die Ziellinie liegt am Beginn der Zielgeraden, direkt nach der letzten Schikane. Die Startlinie ist dagegen rund 180 Meter weiter in Richtung Grande Courbe. Dieser Linksknick nach der Zielgeraden wird von der Formel 1 ohne Anbremsen mit über 280 km/h gefahren. Er ist damit eine der schnellsten Kurven der Strecken im Rennkalender. Die folgende, langgezogene und leicht ansteigende Estoril-Rechtskurve ist entscheidend für die Höchstgeschwindigkeit auf der anschließenden, rund 900 Meter langen Golf-Geraden. In dieser Kurve tendieren die meisten Fahrzeuge zum Untersteuern; sie werden am schlecht einsehbaren Kurvenausgang weit nach links bis auf die Curbs hinausgetragen. Die Adelaide-Kurve nach der langen Geraden gilt als der sinnvollste Punkt für einen Überholvorgang durch Ausbremsen. Hier werden Formel-1-Fahrzeuge von über 300 km/h auf unter 50 km/h verzögert. In die Imola-Schikane muss „blind“ eingelenkt werden, weil der Verlauf der in einer leichten Senke liegenden Rechts-Links-Kombination von der vorangegangenen, leicht ansteigenden Geraden aus nicht eingesehen werden kann. Als weitere Überholmöglichkeit hat sich nach dem jüngsten Umbau die Anbremszone vor der mit rund 70 km/h gefahrenen 90-Grad-Rechtskurve im neu gestalteten Complexe du Lycée vor Start und Ziel erwiesen. Beim Formel-1-Rennen 2004 wurde dies eindrucksvoll von Ferrari-Fahrer Rubens Barrichello demonstriert, als er dort in der letzten Runde den Renault-Piloten Jarno Trulli ausbremste, innen überholte und damit noch auf Platz 3 kam.

## Infrastruktur
Problematisch war und ist bis heute für Magny-Cours als Veranstaltungsort weniger die Strecke selbst, als eher die unzureichende touristische, gastronomische und verkehrstechnische Infrastruktur. So gibt es in Streckennähe nur zwei Hotels, die teilweise internationalen Standards entsprechen; auch in Nevers und im etwas weiter entfernten Moulins sind nur wenige Betriebe in der Lage, hohe Ansprüche zu befriedigen. Häufig logieren deshalb internationale Gäste trotz des dadurch bedingten aufwändigen Transfers im 250 km weiter nördlich gelegenen Paris. Rennteams ziehen zum Teil ihre Motorhomes im Fahrerlager den Hotels als Unterkunft vor. Der nächstgelegene größere Verkehrsflughafen ist Lyon Saint-Exupéry, der allerdings nur langwierig über durch hügeliges Gebiet führende, zum Teil kurvenreiche und meist nur zweispurige National- und Départementalstraßen mit zahlreichen Ortsdurchfahrten zu erreichen ist. Auch das Teilstück der Nationalstraße 7 zwischen Nevers und Magny-Cours ist nur teilweise vierspurig (als Teilstück der Autoroute A77) ausgebaut, was für viele Teams und Gäste den Hubschrauber zum bevorzugten Verkehrsmittel macht. Magny-Cours erhielt während eines Formel-1-Grand-Prix-Wochenendes dadurch sogar einen Eintrag ins Guinness-Buch der Rekorde für 4880 Hubschrauberstarts und -landungen innerhalb von zehn Stunden. Beim Transfer von Formel-1-Mitarbeitern und Gästen zwischen Hotel und Rennstrecke am Abend des 1. Juli 2007 stürzte ein Helikopter ab, wobei drei Menschen getötet und zwei schwer verletzt wurden. Unter den Toten war auch ein enger Freund des damaligen Formel-1-Weltmeisters Fernando Alonso. Offenbar macht sich auch heute noch die lange Zeit zentralistisch auf die Hauptstadt Paris ausgerichtete Verkehrs- und Infrastrukturpolitik Frankreichs bemerkbar, die weite Teile des Landes als Provinz vernachlässigte. In den letzten Jahren wurde allerdings der Regionalflughafen Nevers-Fourchambault erweitert, damit auch dort die Privatjets der Formel-1-Protagonisten landen können.

## Die Formel-1-Zukunft des Kurses

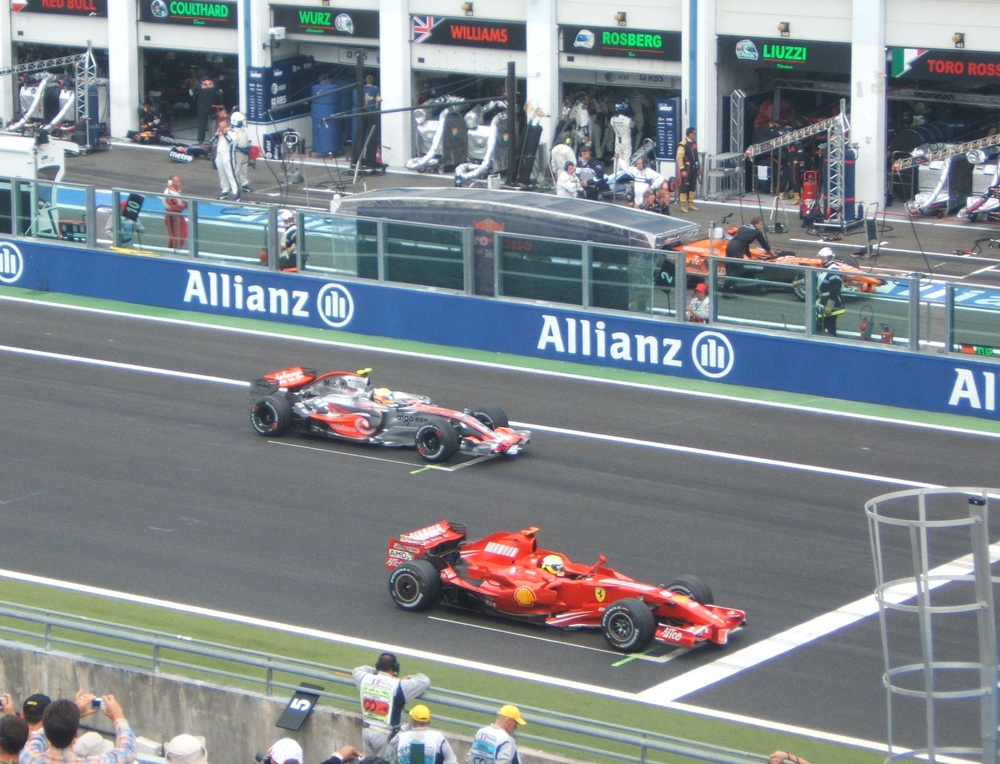
Felipe Massa und Lewis Hamilton beim Start zum Formel-1-Grand-Prix 2007 in Magny-Cours

Schon 2004 bestand für Magny-Cours die Gefahr, den Formel-1-Grand-Prix zu verlieren, weil die geforderten Vorauszahlungen von den Streckenbetreibern nicht rechtzeitig beglichen werden konnten. Nur durch die Verlängerung der Zahlungsfrist und eine im Januar mit dem Formel-1-Management (FOM) erzielte Vereinbarung konnte die Veranstaltung gerettet werden.
Da die Formel-1-Organisatoren mehr und mehr Rennen außerhalb von Europa in den Kalender aufnehmen oder neue Stadtkurse favorisieren, sind einige der bisherigen Formel-1-Auftritte prinzipiell in Gefahr oder bereits aus dem Kalender gestrichen worden, wie etwa der Große Preis von San Marino in Imola. Für Magny-Cours war dieses Risiko verhältnismäßig groß, weil Formel-1-Promotor Bernie Ecclestone, viele Teamchefs, Sponsoren, Fahrer und Zuschauer den Kurs in der französischen Provinz abseits von Ballungsräumen und ausreichenden Verkehrsanbindungen skeptisch beurteilen. Für die lokalen Veranstalter selbst ist die Rennserie ebenfalls immer weniger lukrativ, weil inzwischen bis zu 25 Millionen Euro Antrittsgeld pro Grand Prix verlangt werden. Als alternative Austragungsorte für den französischen Grand Prix werden der 2001 grundlegend modernisierte Circuit Paul Ricard, der über den Familien-Trust APM 1 indirekt Ecclestone gehört, und ein noch nicht detailliert geplanter Stadtkurs in Paris genannt, der möglicherweise durch den Vergnügungspark Disneyland Resort Paris führen könnte.
Beim Formel-1-Grand-Prix-Wochenende 2007 erklärte Ecclestone, dass der Circuit de Nevers Magny-Cours 2008 nicht auf dem Saisonkalender der FIA stehen werde. Daraufhin veröffentlichten Behörden und Streckenbetreiber einen offenen Brief, in dem die Bereitschaft für umfangreiche Investitionen in die Infrastruktur der Strecke und des Umfelds erklärt wurde, falls die Formel 1 dem Kurs treu bleibe. In diesem Schreiben des Generalrats des Départements Nièvre, des Regionalrats Burgunds und der Société du Circuit de Magny-Cours unter der Leitung des Präsidenten Gérard Dumas wurde ein Projekt namens „Magny-Cours 2“ in Aussicht gestellt, das den Bau einer neuen Boxenanlage, die Überdachung zweier Tribünen sowie die Verlängerung des bestehenden Teilstücks der A77 zwischen Nevers und Moulins um rund fünf Kilometer bis zur Rennstrecke beinhaltet. Die Gesamtkosten für dieses Projekt wurden mit 30 Millionen Euro veranschlagt. Am 24. Juli 2007 verkündete Ecclestone nach einem Treffen mit dem französischen Premierminister François Fillon überraschend, dass der französische Grand Prix 2008 nun doch in Magny-Cours stattfinden werde. Im Mai 2008 erklärte Ecclestone in einem Interview mit der französischen Sportzeitung L’Équipe, Magny-Cours werde am 22. Juni 2008 das letzte Mal Austragungsort für ein Formel-1-WM-Rennen sein. Möglicherweise werde es auch erst 2010 wieder einen Frankreich-Grand-Prix geben, dann aber auf einer anderen Strecke.
Tatsächlich fand aber von 2009 bis 2017 kein französischer Grand Prix statt. Im Jahr 2018 wurde erstmals wieder ein Großer Preis von Frankreich ausgetragen. Er wurde auf dem Circuit Paul Ricard durchgeführt, welcher zuletzt 1990 Austragungsort war.

## Weitere Veranstaltungen und Rekorde
Auf der Anlage werden auch Open-Air-Konzerte veranstaltet. So trat dort etwa 2006 Roger Waters von der britischen Band Pink Floyd auf – unter anderem mit seinem Bandkollegen, dem Schlagzeuger, Autosammler und Rennsportfan Nick Mason. Das Konzert war am 14. Juli, dem französischen Nationalfeiertag. An diesem Wochenende fanden mit dem Formel-1-Grand-Prix und insgesamt 200.000 Zuschauern (davon 84.000 am eigentlichen Renntag) die Feierlichkeiten zu „100 Jahre Grand-Prix“ statt. 1906 war in Le Mans der erste Große Preis von Frankreich und damit die erste Veranstaltung dieser Art weltweit ausgetragen worden.
Im Gebäude der Rennleitung hängt eine Tafel mit den Rundenrekorden verschiedenster Fahrzeugklassen auf der bis 2002 gefahrenen Streckenversion. Vermerkt ist dort unter anderem nicht nur der Formel-1-Rekord von Nigel Mansell aus dem Jahr 1992 mit 1:13,864 min, sondern auch die schnellste Zeit, die dort jemals mit einem Rennrad erzielt wurde: Der mehrfache Weltmeister und Olympiasieger Florian Rousseau aus Frankreich fuhr 1994 eine Runde in 6:07,460 min.

## Alle Sieger von Formel-1-Rennen in Magny-Cours

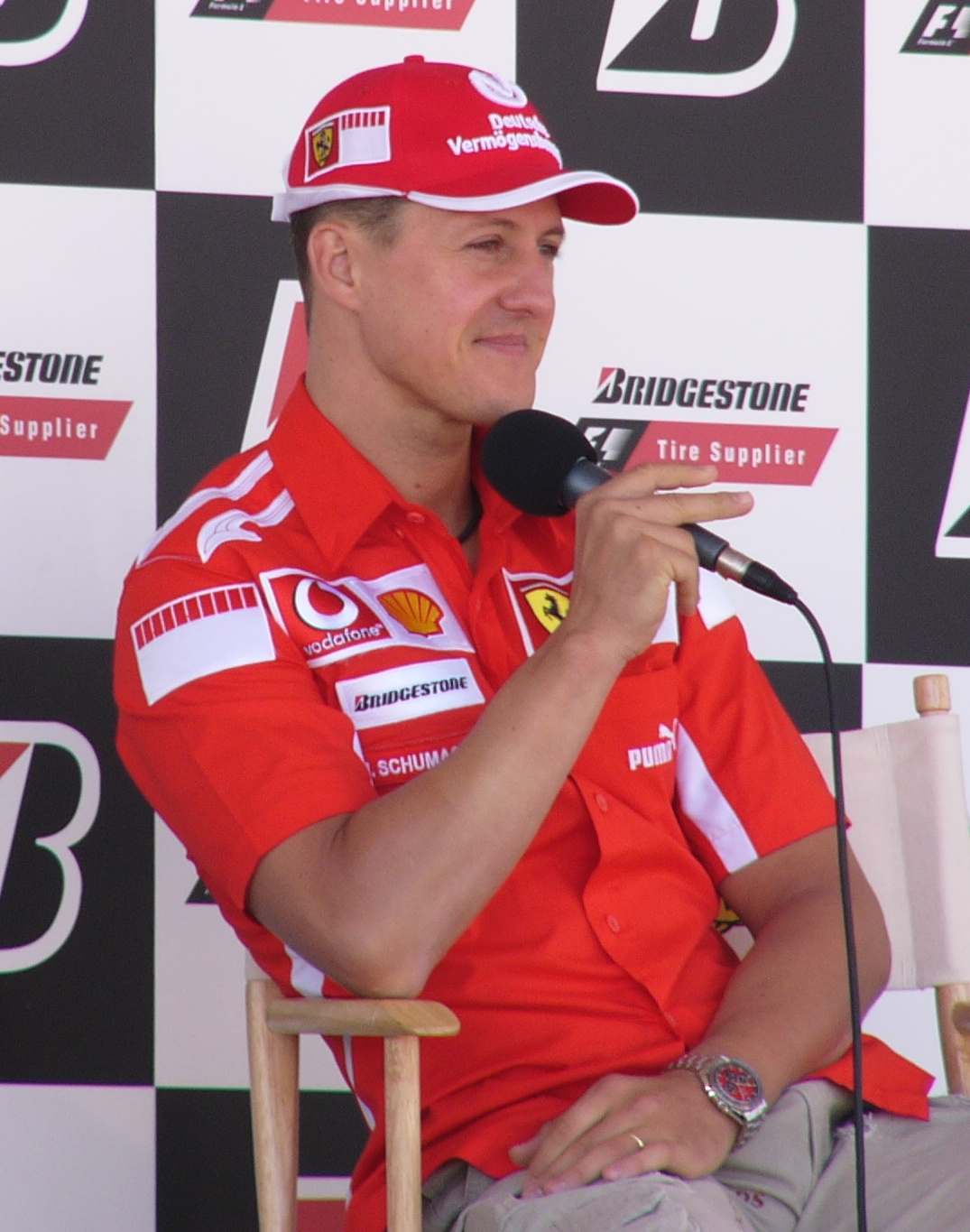
Formel-1-Rekordhalter: Michael Schumacher gewann in Magny-Cours insgesamt acht Grand Prix

| Nr. | Jahr | Fahrer                | Konstrukteur | Motor    | Reifen | Zeit          | Streckenlänge | Runden | Ø-Tempo      | Datum    | GP von     |
| --- | ---- | --------------------- | ------------ | -------- | ------ | ------------- | ------------- | ------ | ------------ | -------- | ---------- |
| 1   | 1991 | Nigel Mansell         | Williams     | Renault  | G      | 1:38:00,056 h | 4,271 km      | 72     | 188,271 km/h | 7. Juli  | Frankreich |
| 2   | 1992 | Nigel Mansell         | Williams     | Renault  | G      | 1:38:08,459 h | 4,250 km      | 69     | 179,283 km/h | 5. Juli  | Frankreich |
| 3   | 1993 | Alain Prost           | Williams     | Renault  | G      | 1:38:35,241 h | 4,250 km      | 72     | 186,231 km/h | 4. Juli  | Frankreich |
| 4   | 1994 | Michael Schumacher    | Benetton     | Ford     | G      | 1:38:35,704 h | 4,250 km      | 72     | 186,216 km/h | 3. Juli  | Frankreich |
| 5   | 1995 | Michael Schumacher    | Benetton     | Renault  | G      | 1:38:28,429 h | 4,250 km      | 72     | 186,446 km/h | 2. Juli  | Frankreich |
| 6   | 1996 | Damon Hill            | Williams     | Renault  | G      | 1:36:28,795 h | 4,250 km      | 72     | 190,299 km/h | 30. Juni | Frankreich |
| 7   | 1997 | Michael Schumacher    | Ferrari      | Ferrari  | G      | 1:38:50,492 h | 4,247 km      | 72     | 185,621 km/h | 29. Juni | Frankreich |
| 8   | 1998 | Michael Schumacher    | Ferrari      | Ferrari  | G      | 1:34:45,026 h | 4,250 km      | 71     | 191,081 km/h | 28. Juni | Frankreich |
| 9   | 1999 | Heinz-Harald Frentzen | Jordan       | Mugen    | B      | 1:58:24,343 h | 4,250 km      | 72     | 155,060 km/h | 27. Juni | Frankreich |
| 10  | 2000 | David Coulthard       | McLaren      | Mercedes | B      | 1:38:05,538 h | 4,251 km      | 72     | 187,101 km/h | 2. Juli  | Frankreich |
| 11  | 2001 | Michael Schumacher    | Ferrari      | Ferrari  | B      | 1:33:35,636 h | 4,251 km      | 72     | 196,093 km/h | 1. Juli  | Frankreich |
| 12  | 2002 | Michael Schumacher    | Ferrari      | Ferrari  | B      | 1:32:09,837 h | 4,251 km      | 72     | 199,136 km/h | 21. Juli | Frankreich |
| 13  | 2003 | Ralf Schumacher       | Williams     | BMW      | M      | 1:30:49,213 h | 4,411 km      | 70     | 203,866 km/h | 6. Juli  | Frankreich |
| 14  | 2004 | Michael Schumacher    | Ferrari      | Ferrari  | B      | 1:30:18,133 h | 4,411 km      | 70     | 205,035 km/h | 4. Juli  | Frankreich |
| 15  | 2005 | Fernando Alonso       | Renault      | Renault  | M      | 1:31:22,233 h | 4,411 km      | 70     | 202,638 km/h | 3. Juli  | Frankreich |
| 16  | 2006 | Michael Schumacher    | Ferrari      | Ferrari  | B      | 1:32:07,803 h | 4,411 km      | 70     | 200,968 km/h | 16. Juli | Frankreich |
| 17  | 2007 | Kimi Räikkönen        | Ferrari      | Ferrari  | B      | 1:30:54,200 h | 4,411 km      | 70     | 203,680 km/h | 1. Juli  | Frankreich |
| 18  | 2008 | Felipe Massa          | Ferrari      | Ferrari  | B      | 1:31:50,245 h | 4,411 km      | 70     | 201,728 km/h | 22. Juni | Frankreich |

Rekordsieger
Fahrer: Michael Schumacher (8) • Fahrernationen: Deutschland (10) • Konstrukteure: Ferrari (8) • Motorenhersteller: Ferrari (8) • Reifenhersteller: Bridgestone/Goodyear (je 8)